# Moncef Marzouki
Moncef Marzouki (tiếng Ả Rập: المنصف المرزوقي (al-Munṣif al-Marzūqī); sinh 7 tháng 7 năm 1945) là một nhà hoạt động nhân quyền, Tunisia, bác sĩ và tổng thống thứ ba của Tunisia. Ngày 12 thang 12 năm 2011, ông được Quốc hội Tunisia bầu làm tổng thống. Vào tháng 11 năm 2021, Moncef Marzouki là đối tượng của lệnh truy nã quốc tế vì gây nguy hiểm cho an ninh quốc gia.